# Encentrum voigti
Encentrum voigti är en hjuldjursart som beskrevs av Wulfert 1936. Encentrum voigti ingår i släktet Encentrum och familjen Dicranophoridae. Inga underarter finns listade i Catalogue of Life.